# Renato Grignaschi
Renato Grignaschi (Arona, 4 settembre 1943 – Arona, 12 maggio 2024) è stato un fotografo italiano.

## Biografia
Esordì nella fotografia a venticinque anni, collaborando con L'Espresso e Il Messaggero con alcuni reportage, per poi iniziare la sua lunga carriera nei settori della moda e del beauty entrando nel 1973 nell'edizione italiana di Vogue.
Nei quindici anni successivi realizzò ritratti di esponenti del mondo culturale ed artistico, ma soprattutto scatti di moda - prêt-à-porter ed haute couture - che andarono ad occupare la quasi totalità delle copertine del mensile negli anni 1981 e 1982.
Ampliò quindi la sua collaborazione all'edizione Usa di Vogue, poi alle riviste Cosmopolitan, Seventeen, Harper's Bazaar, Mademoiselle, i grandi magazzini Bloomingdale's e ancora New York Magazine Bride's.
Nel 1983 firmò il contratto con la casa cosmetica Revlon, legandolo a sé per venti campagne pubblicitarie, mentre contemporaneamente iniziò una collaborazione con Elle, Amica e l'edizione tedesca di Vogue.
In seguito, abbandonati i grandi servizi di moda, dedicò tempo alla sua passione per il ritratto fotografico, inteso come da sua definizione come «l'immagine che sintetizza in uno scatto l'idea che io ho della persona ritratta»: per sua ricerca personale, ma a volte per riviste o su commissione privata, fotografò artisti, politici, personaggi della cronaca, manager, industriali, sportivi.
Ottantadue di queste opere, realizzate nell'arco di un trentennio, vennero successivamente raccolte nell'esposizione Ritratti ed incontri - 30 anni di fotografia, svoltasi nella cittadina natale del fotografo tra maggio e luglio 2007. Nella mostra apparvero i ritratti, rigorosamente in bianco e nero, di personaggi della moda e dello spettacolo
Collaborò inoltre con le riviste Max, GQ, Capital, Vanity Fair, Class, Magazine, Panorama, Sportweek.
Fu anche autore di scatti caratterizzanti diversi personaggi del mondo sportivo e dello spettacolo, quali quelli di Fabio Cannavaro - luglio 2006, approdato al Real Madrid da Campione del mondo - e dei calendari maschili della rivista Max per i quali fotografò Kledi Kadiu (2003), Luca Argentero (2004) e Leonardo Tumiotto (2009).